# Електротехнички институт Никола Тесла
Електротехнички институт Никола Тесла је акредитован истраживачко развојни институт, регистрован за обављање научноистраживачке делатности у области техничко технолошких наука. Део је је Универзитета у Београду и члан Заједнице института Србије. Профилисан је и као научноистраживачка организација са високим степеном компетенција у области електротехнике и као компанија. Основан је у Београду 1936. године.

## Историја
Оснивање Института Никола Тесла проглашено је 28. маја 1936. године. Прогласио га је др Богдан Гавриловић у свечаној сали Коларчевог универзитета на осамдесетогодишњицу Теслиног рођења. За коришћење његовог имена тражена је дозвола и Славко Бокшан, секретар Друштва Никола Тесла и први директор Института, добио је писмено одобрење Николе Тесле:
| „ | Слажем се сасвим јер сам осведочен судећи по сличном америчком искуству да ће Институт бити од велике користи. | ” |

Године 1935. основано је Друштва Никола Тесла – за унапређење науке и технике чији је један од циљева био оснивање Института Никола Тесла. Друштво је за подизање Института Никола Тесла добило је милионске прилоге из земље и иностранства. Пред Други светски рат за Институт је грађена зграда на углу улица Карнегијеве и Битољске (данас улица Илије Гарашанина)
Влада доноси уредбу о оснивању и уређењу Института Никола Тесла 10. маја 1939. године. За првог директора Института је изабран Славко Бокшан, 20. новембра исте године. До 1941. године је институт је био смештен у згради у Булевару Краља Александра бр 18.
Влада ФНРЈ је одлуком од 2. јуна 1948. преименовала установу у Институт за електропривреду савезног министарства. Премешта се у улицу Булевар Војводе Мишића 43. Године 1950. Институт прелази у надлежност Српске академије наука и добија назив Институт за испитивање електричних појава „Никола Тесла”.
Извршно веће Народне Републике Србије 1960. године доноси решење којим Институт добија данашње име, Електротехнички институт Никола Тесла, и осамостаљује се.
Године 1990. се Институт сели у своје садашње просторије у улици Косте Главинића бр. 8а на Сењаку.
Институт је 25. децембра 2006. акредитован као истраживачко-развојни институт у области техничко-технолошких наука по важећем Закону о научноистраживачком раду.

## Организација
Институт се састоји из неколико организационих целина:
- Лабораторија за испитивање и еталонирање
- Центар за електроенергетске системе
- Центар за аутоматику и регулацију
- Центар за електроенергетске објекте
- Центар за електромерења
- Библиотека института